# 戴夫·查普爾
大衛·卡利·韋伯·「戴夫」·查普爾（英語：David Khari "Dave" Webber Chappelle，/ʃəˈpɛl/ shə-PEL；1973年8月24日—），美國單口喜劇演員，編劇，製片人，演員。1993年參與梅爾·布魯克斯的《羅賓漢也瘋狂》並開始演藝生涯，之後更擔任票房極佳的電影配角，包含《隨身變》，《空中監獄》，《笨賊妙探》等。第一部擔任主角的喜劇電影是1998年的《Half Baked》，同時也是編劇。
2003年，因個人的喜劇小品電視連續劇《Chappelle's Show》而廣為人知，共同編劇是Neal Brennan。2006年，《Esquire》雜誌稱他為「美國的喜劇天才」。2013年，《Billboard》的作家稱他為最棒的喜劇演員。喜劇中心列他為「100最偉大的單口喜劇演員」的43名。
2021年10月5日，查普尔在Netflix的最后一部脱口秀特辑《胜利最终章》含有被怀疑是嘲讽跨性别群体的内容，虽然在观众群体中广受好评，但却在评论界引起强烈的反弹，更是在影评网站烂番茄上出现评论家评价40分，观众评价95分的现象。Netflix首席执行官泰德·萨兰多斯表示「螢幕上的內容不會直接轉化為現實世界的傷害」，以尊重艺术表达自由为由，未处理相关内容。。